# Cura annonae
Cura annonae o annona era un órgano del Imperio romano que servía principalmente para el reparto y comercio de cereales, al igual que de su transporte.

## Etimología
La palabra annona se deriva de la diosa Annona, diosa de la cosecha, que a su vez se deriva de la palabra annus, año, dado el carácter anual de las cosechas.

## Evolución de laannona
Durante la República romana, se hizo patente la necesidad de un sistema organizado para la distribución de trigo, originándose la primitiva annona, luego perfeccionada por Octavio Augusto.

### Laannonaantes de Augusto

Expansión del Imperio romano.

Antes de la expansión de Roma, la annona no era necesaria puesto que cada región era autosuficiente. Esto se debía a la falta de población y al excedente de alimentos. Además, la mayoría de las regiones solía recurrir al comercio comprando alimentos en el exterior con sus fondos o bien comprándoselos a los comerciantes locales que anteriormente los habían comprado a otra región.
Sin embargo, con el tiempo la Roma Republicana fue expandiéndose por Europa, el norte de África y el Próximo Oriente, por lo que fue necesario un nuevo sistema para poder dar alimento en caso de hambruna a toda la población y permitir la compraventa de víveres y su comercio. En un primer momento, la administración de la annona se encontraba en manos de los ediles.

### La evolución de laannonaen el Imperio

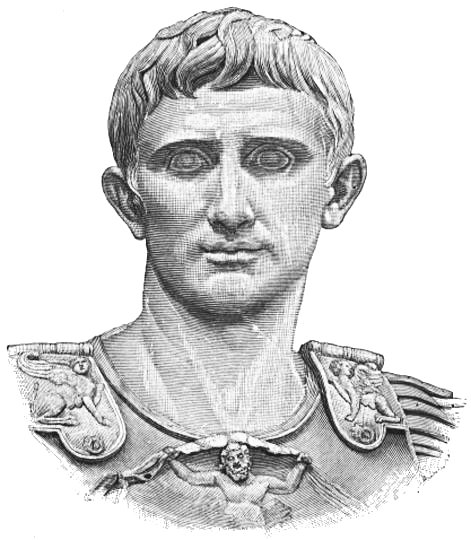
Octavio Augusto.

Augusto confió la administración de la annona a los prefectos, creando un nuevo tipo, el praefectus anonnae. Aparte de eso, introdujo amplias mejoras en este sistema. La annona se convirtió en una parte muy importante del Cursus honorum, la carrera política romana.
En el siglo III d. C. todas las magistraturas relacionadas con la annona fueron suprimidas.